# Неповторимая весна
«Неповторимая весна» — советский художественный фильм режиссёра Александра Столпера, снятый в 1957 году. Премьера состоялась 31 мая 1957 года.

## Сюжет
Анна и Евгений любят друг друга и решают жениться. Анна долго разговаривает с матерью. В день свадьбы Анна узнаёт о своём отце, ставшем генералом. Генерал Александр Васильевич Новожилов  подробно беседует с молодожёнами на своей даче. Во время беседы появляется вторая жена генерала Клавдия Николаевна, которая ведёт себя по-хамски. Анна и Евгений вынуждены уйти. 
Сразу после свадьбы молодая семья археологов Буровых приезжает в Среднюю Азию на раскопки. В пограничном с СССР районе вспыхивает эпидемия чумы. Район, где работает экспедиция Бурова, оказывается в зоне карантинного кордона. При раскопках под руководством Евгения находят ценную монету шестого века. Рискуя жизнью, Евгений пытается спасти жизнь заражённого шофёра. Сам он оказывается в изоляторе.
Аня беспокоится за мужа. Она стремится помочь ему. После её настойчивых просьб пограничник, нарушая предписания, пропускает Аню в запретную зону. Ей удаётся договориться провести телефонный кабель в палату мужа, состояние здоровья которого не вызывает опасений. В период нахождения мужа в изоляторе Анна активно участвует в раскопках.  
Мать Ани Елена Андреевна, волнуясь за судьбу дочери и её мужа, вынуждена обратиться за помощью к своему бывшему мужу. Генерал Новожилов помогает ей связаться с пограничным районом, где находятся Аня и Женя. Они уже вне опасности. Шофёр умирает. Затем выясняется, что случай заражения был единичным, при помощи советских врачей эпидемия на территории соседнего государства ликвидируется, карантин снимается. Раскопки проходят удачно. 
Генерал расстаётся с Клавдией Николаевной, с которой прожил 16 лет. Он хочет воссоединиться с матерью Анны и приглашает её к себе на дачу. Однако та не может простить ему этих прожитых с другой женщиной лет и его слабохарактерности. Она покидает дачу через окно. Александр Васильевич при новой встрече просит прощения и предлагает вновь соединить их судьбы. Елена Андреевна говорит бывшему мужу: «Весна не повторяется». 
Анна и Евгений возвращаются из экспедиции в квартиру Анны и видят свет в окне. Мать говорит Анне, что очень хотела увидеть её. Они обнимаются.

## В ролях
- Евгения Козырева — Елена Андреевна, мать Анны
- Изольда Извицкая — Анна Бурова, дочь генерала Новожилова
- Александр Михайлов — Евгений Буров, муж Анны
- Иван Дмитриев — генерал Новожилов, отец Анны
- Ирина Скобцева — Клавдия Новожилова, жена генерала
- Светлана Харитонова — Маша, подруга Анны
- Нина Дорошина — Нина, подруга Анны
- Виктор Шарлахов — Гуляев
- Леонид Пархоменко — Брёхов, шофёр
- Тахир Сабиров — Сахат
- Евгений Леонов — Шуша, муж Нины, врач

## Съёмочная группа
- Режиссёр-постановщик: Александр Столпер
- Сценарист: Сергей Ермолинский
- Оператор: Александр Харитонов
- Художник: Стален Волков
- Композитор: Николай Крюков

## Критика
Советский критик Владимир Шалуновский в газете «Советская культура» вскоре после выхода фильма  дал крайне негативную оценку: «Слабый, пустой, путаный фильм». Особенно ему не нравилась «идейно-художественная немощность». Критик спрашивал: «Во имя чего, во имя утверждения каких мыслей, какой морали подняты весь этот шум и паника, из-за чего умирает шофёр Брёхов, вынуждена идти в „чумную“ зону Анна, сидит в изоляторе Женя, из-за чего кипят страсти на даче у генерала Александра Васильевича, мечутся по дорогам автомашины, выбиваются из сил пожарники, имитируя дожди?». Он написал, что основная мысль картины в том, что генерал, «живя с другой женщиной … стал другим человеком» и «что былого, увы, не воротишь», но тогда ему непонятно, «зачем „накручено“ всё остальное — и чума, и любовь Ани с Женей». Рецензента не устраивало то, что покинутая жена показана ангелоподобной, а вторая жена изображена «таким „вампом“, такой злой и порочной женщиной, что дальше … ей остаётся лишь одно — тёмными ночами похищать грудных детей». Рецензента также не устроило, как показаны „шикарная“ генеральская дача, обнажённые плечи молодых актрис, он написал о потере авторами чувства меры.
В сборнике «Вопросы киноискусства в 1957 г.» «Неповторимой весне» уделяется внимание в качестве примера фильма, в котором «зрителю рассказывается частный случай из частной жизни, за судьбами человеческими не встают судьбы народные», а «а их оценка критикой … расходится с кассовыми показателями».  «Генерал, — писал киновед Юрий Ханютин, — амплуа благородного резонёра старого театра — мучается угрызениями совести, страдает от дурной жены; сама она женщина-вамп из голливудского фильма со вкусом отравляет жизнь своему мужу, а благородная героиня, просветлённо-грустная, умиротворенная, любуется своей невестой-дочерью…». Линию молодожёнов он обрисовал таким образом: «Муж дочери … случайно попадает зараженную чумой местность и, конечно, совершает героический поступок — выносит на своих плечах больного шофёра», «а его жена идёт к нему через все кордоны, по пути покоряя пограничных лейтенантов». Критик иронизировал: «Вот она истинная любовь, как в рыцарские времена! Недаром пограничник вместо пропуска в заражённую зону почтительно просит её руку для поцелуя, недаром устыженный примером молодых отец-генерал покорно возвращается к родимым пенатам, просит прощения у своей первой верной жены». Доказательство заповеди, что любовью надо уметь дорожить, по мнению Ю. Ханютина, «всемерно облегчено заботливыми авторами». Критик резюмировал: «Быть может, не стоило бы так подробно останавливаться на этой слабой, так называемой проходной картине. Но дело в том, что „Неповторимая весна“, к сожалению, повторяется в разных вариантах достаточно часто».
Кинокритик Людмила Погожева писала, что «в нашей печати уже были подвергнуты критике сентиментальные мелодрамы „Моя дочь“ и „Неповторимая весна“, погружающие зрителя в затхлую атмосферу мелких семейных неурядиц». Она отнесла фильм к «произведениям стереотипным, вялым, сюжет которых только чисто внешне связан с современностью».
К фильму были вопросы у известных режиссёров и сценаристов. Ефим Дзиган написал: «Какими … чувствами живёт один из главных героев фильма «Неповторимая весна» — генерал Александр Васильевич? Каковы его внутренний мир, его жизненные цели и устремления? Этот персонаж полностью изолирован авторами от окружающего мира». Михаил Ромм спрашивал: «Разве нужно было ехать в Таджикистан за чумой или чем-то в этом роде для того, чтобы найти эти подобия страстей и не найти Таджикистана?». Он считал: «Это фильм, лишённый живых, жизненных, каких-то отобранных, подробно увиденных явлений, которые могли бы придать чему угодно, даже чуме, характер очень большой достоверности».
Киновед Александр Фёдоров указывал: «Мнения современных зрителей об этой, на мой взгляд, не самой удачной ленте А. Столпера порой полярно расходятся».